# Jean Fantin
Jean Fantin (fl. 1681–1689) est un pirate français actif dans les Caraïbes et au large des côtes africaines. Il est surtout connu pour s'être fait voler son navire par William Kidd et Robert Culliford.

## Histoire
Le navire La Trompeuse (The Trickster) est passé entre les mains de plusieurs pirates et corsaires au cours de sa carrière, dont Laurens de Graaf, Pierre le Pain et finalement Jean Hamlin. En 1681, Jean Fantin était à bord lorsque Le Pain mit Trompeuse en Jamaïque. En 1684, il avait changé de navire, servant sous les ordres du boucanier hollandais Jan « Yankee » Willems. Aux côtés de Jacob Evertson, ils étaient actifs au large du Panama, du Venezuela et du Honduras dans les années qui ont suivi, absorbant également une partie de l'ancien équipage de Jean Hamlin. Willems a déposé Fantin et d'autres à Roatán au début de 1688, et est peut-être mort peu de temps après.
Certains membres de l'équipage de Willems ont continué à servir sous George Peterson. Fantin et quelques autres furent plutôt récupérés à Roatan par Jean Charpin à bord de la frégate Sainte Rose, un ancien navire espagnol qui avait également fait partie de la flottille de de Graaf. Ont également à bord William Kidd et Robert Culliford, récupérés à l'Île-à-Vache, deux des rares Anglais parmi un équipage presque entièrement français. Là, au début de 1689, ils capturèrent un navire hollandais lourdement chargé sous une commission de corsaire. Charpin est retourné en Nouvelle-Angleterre pour vendre leur cargaison et se réapprovisionner. L'équipage destitua Charpin du commandement et élit Fantin capitaine.
Ils ont navigué vers la côte ouest de l'Afrique, rejoignant le navire Le Hasardeux du boucanier français Jean-Baptiste du Casse aux îles du Cap-Vert. Du Casse les ramena vers les Caraïbes ; en route, ils ont attrapé une frégate espagnole solitaire qui avait navigué de La Havane. Du Casse voulait son trésor mais sa commission de corsaire ne lui permettait que d'attaquer les Hollandais. Fantin n'avait pas de commission et il prit donc la Sainte Rose pour capturer le navire espagnol, qu'il transféra ensuite.
Du Casse a mené un raid sur la colonie hollandaise du Surinam mais a été repoussé avec de lourdes pertes. Il a attaqué Berbice à proximité mais a été arrêté et est parti avec peu de gain. Certains membres de l'équipage du Casse ont commencé à se disputer sur la division du trésor de la frégate espagnole. L'Angleterre et la France ont déclaré la guerre entre-temps et du Casse a donc tourné son attention vers les colonies anglaises, attaquant Saint-Christophe à l'été 1689. Fantin, renforcé de troupes fraîches venues de Martinique, rejoint du Casse pour l'assaut terrestre. Pendant qu'il était à terre, Kidd, Culliford et les autres Anglais ont surpris et assassiné les quelques marins français restés à bord et ont navigué sur le navire, qu'ils ont emmené à Nevis et rebaptisé le Bienheureux Guillaume.
Après l'attaque de Saint-Christophe, les boucaniers se sont séparés, Fantin partant avec 70 hommes à bord d'un brigantin, tandis que l'ancien quartier-maître de Charpin, Mathurin Desmarestz, a acheté son propre navire et a navigué avec de nombreux Français restants. Peu de choses sont enregistrées sur les activités ultérieures de Fantin, bien que le sort de deux de ses navires soit connu. La Sainte Rose s'est retrouvée échouée lors de l'expédition de du Casse, et l'ex-Blessed William espagnol — volé à Fantin par Kidd et Culliford — a été à son tour volé à Kidd par Culliford, qui s'est lassé des corsaires et des attaques terrestres avec peu de récompense et s'est tourné vers le piratage pur et simple.